# Ipsen
Ipsen is de fictieve benaming die het Kleine Volkje geeft aan hun najaarstrek, zoals dat voorkomt in de Bommelsaga, geschreven en getekend door Marten Toonder. Het ipsen wordt vermeld in de verhalen De kwade inblazingen (1967), De erfpachter (1970), De pronen (1973), De doorluchtigheid (1974), De grijze kunsten (1976) en De uitvalsels (1978).
Het Kleine Volkje leeft in de omgeving van het Donkere Bomen Bos, niet ver van Bommelstein. Contacten met de buitenwereld worden maar zelden gelegd. Het Kleine Volkje is één met de natuur, en wanneer de herfst aanbreekt gaat het 'ipsen', wat zoveel wil zeggen als naar het zuiden trekken voor overwintering en de natuur met rust laten. Het ipsen gaat met een groep te voet, of de leden van het Kleine volkje die achterbleven laten zich door de wind meenemen.

## Oloroon
Er zijn twee verhalen in de Bommelsaga, waarin het ipsen in combinatie met de oloroon van Kwetal een rol speelt: in de kwade inblazingen en in de andere wereld.

### De kwade inblazingen
Laat in de herfst trekken de dwergen Coreander Hop en Kwetal naar het zuiden om te ipsen. Omdat Kwetal last heeft van zijn zware bepakking laat hij zijn "oloroon" achter bij een tuinmanshokje van het kasteel Bommelstein. Het apparaat is per ongeluk ingeschakeld. Joost vindt in het schuurtje de toegang naar een vreemde wereld, waarvandaan een warm zonlicht naar binnen schijnt en hij uitkijkt over een onafzienbare vlakte met vreemde gewassen.

### De andere wereld
Breinbaas Kwetal loopt al voor het twaalfde jaar te slepen met zijn oloroon, een ruimtehevelaar, die niet goed werkt en drie dagen achter loopt. Op aanraden van Lut Lierelij, een ander lid van het Kleine Volkje, gooit hij het apparaat in het Zompzwin in de Zwarte Bergen (ook wel genaamd het Zwarte Water), ongeveer 40km ten oosten van Rommeldam. De oloroon verdwijnt in het Zompzwin waardoor er een mist ontstaat met daarachter een onbekende wereld, die drie dagen voorloopt.